# 육묘
육묘(育苗.raising seeding)는 종자나 영양체로 파종 등 방법으로 일정 기간 동안 길러 정식으로 심기에 가장 적합한 양질의 묘를 키우는 제반 작업을 말한다. 때로는 그렇게 길러낸 묘를 말할 때도 있다. 벼농사에서는 육묘는 치묘(稚苗)와 중묘(中苗)를 함께 일컬을 때가 많다. 구별되는 개념으로는 직파용 발아묘(發芽苗)가 있다.

## 개요
싹틔운 볍씨를 모판흙을 넣은 육묘상자에 파종한다. 보통 사용되는 육묘상자는 60cm×30cm, 깊이 3cm의 목제나 플라스틱제이다. 기계로 파종할 경우 싹틔운 볍씨의 싹이 웃돋아 있으면 파종기가 막히거나 하여 균일하게 파종할 수 없다. 파종 후는 물을 대어 얇게 복토하고, 전열육묘기에 넣어 32°C로 2일간 두면 거의 1cm 정도로 싹이 가지런해진다. 따뜻한 지방에서는 육묘기를 사용하지 않고, 피복재료를 사용하여 태양열의 보온으로 싹을 틔운다. 싹을 틔운 후는 통모양의 떡잎집을 뚫고 1엽이 나온다. 벼잎은 잎새와 잎집으로 되어 있지만, 1엽은 잎새가 없는 불안전한 잎이다. 그 뒤 2엽, 3엽과 같이 차례로 새잎이 나온다. 또 1개의 원뿌리에 이어 각 마디에서 많은 곁뿌리가 나온다. 출아 후 육묘기에서 갑자기 빛이 센 곳에 내어두면 모가 흰꽃이 피므로 약한 빛으로 차츰 빛에 순응시키고, 약 25°C 정도에서 2일간 둔다. 그 뒤 비닐터널이나 하우스에서 20°C 정도로 보온하기 시작해서 서서히 자연기온에 순응시킨다. 모는 초기에는 법씨 속의 저장양분을 흡수하면서 생장하지만, 4엽이 나올 무렵에는 벼 속의 양분은 소모되어 없어지므로, 그 뒤에는 모판흙의 양분을 흡수하면서 생장한다.

## 모의 종류
이앙기로 모내기하는 데 사용하는 모와 손으로 모내기하는 데 사용하는 모의 육묘 방식은 크게 다르다. 이앙기로 모내기하는 모에는 어린모와 중모가 있다. 어린모는 3엽이 퍼지고, 4엽은 1/5쯤 나온 모(3·2령모)를 말한다. 이때의 모는 비교적 저온에 강하고, 새뿌리가 나오기 직전이므로 이식 후의 착근이 빠르다. 어린모를 만들려면 육묘상자에 약 200g의 싹틔운 볍씨를 뿌리고 약 20일간 두면 상자 당 약 7,000개의 어린모를 얻을 수 있다. 작물의 육묘 중에서 제일 밀파(密播)·밀식(密植)인 육묘이며, 이 밀도에서는 3·2령을 지나면 모는 거의 생장하지 않고 쇠약해지기 시작한다. 중모는 손으로 모내기하는 데 사용하는 모와 어린모와의 중간적인 모로서, 4-6장의 잎을 가진 모를 말한다. 따뜻한 지방의 2모작 늦심기나 고랭지 등 어린모보다 좀더 자란 모가 필요한 경우에 사용된다. 파종량은 육묘상자당 100-150g이며, 상자 바닥에 구멍을 뚫어 뿌리를 상자 밑으로 뻗게 한다. 이들 모에 대하여 손으로 모내기를 하는 데 사용하는 모를 성모라고 하며, 못자리에서 기른다. 못자리에는 물을 전면에 대어 만드는 물못자리, 밭이나 마른 논에 만드는 밭못자리 및 이 양자의 이점을 합친 절충못자리가 있다. 물못자리는 수분 부족이 없고 잡초의 발생도 적으나 뿌리의 발육이 나쁘다. 밭못자리는 뿌리의 발육이 좋고 활착력이 강한 건실한 모를 기르기에 알맞으나 수분 부족이나 잡초의 해를 받기 쉽고, 뿌리가 강하게 뻗어 있어 모찌기가 불편하다. 절충못자리는 육묘의 전반기는 물못자리 상태로 하고, 후반기에는 밭못자리 상태로 한다. 절충못자리에서 전반기의 싹틔우기와 그것에 이어지는 과정을 비닐필름 등으로 보온하는 것을 보온절충 못자리라고 하며, 현재 널리 보급되어 있다.

## 같이 보기
- 모내기